# Leyla Onur
Leyla Onur, geborene Akdağ (* 8. Januar 1945 in Braunschweig), ist eine deutsche Politikerin der Sozialdemokratischen Partei Deutschlands (SPD). Sie war die erste deutsche Abgeordnete türkischer Abstammung im Deutschen Bundestag und im Europäischen Parlament.

## Leben
Onur wurde als Tochter einer Braunschweiger Schneidermeisterin und eines im Jahre 1937 zum Zweck des Maschinenbaustudiums nach Deutschland gekommenen türkischen Ingenieurs in Braunschweig geboren, wo sie die Schule bis zum Abitur im Jahre 1965 besuchte. Anschließend absolvierte sie in Braunschweig eine Schneiderlehre und ein Studium der Germanistik und Sozialkunde.
Von 1971 bis 1989 war Onur als Lehrerin in den Fächern Deutsch und Gemeinschaftskunde an der Ina-Seidel-Schule und den Berufsbildenden Schulen II in Braunschweig tätig. Im Jahr 1973 trat Onur in die SPD ein, war seit 1975 Mitglied im Rat der Stadt Braunschweig und arbeitete in verschiedenen Ausschüssen wie Schul-, Finanz-, Gesundheits- und Ausländerausschuss. Nach ihrer Zeit als Mitglied des Verwaltungsausschusses, des Ältestenrates und als zweite Bürgermeisterin von 1986 bis 1989 gehörte sie ab dem Jahre 1989 dem niedersächsischen Landesvorstand der SPD sowie dem Bezirksvorstand Braunschweig an. 1991 wurde Onur Vorsitzende des SPD-Unterbezirks Braunschweig.
Onur war von 1989 bis 1994 die erste deutsche Abgeordnete türkischer Herkunft im Europäischen Parlament in Straßburg, wo sie als sozialpolitische Sprecherin der SPD-Abgeordneten und im Regional- und Haushaltsausschuss tätig war.
Von 1994 bis 2002 war sie gemeinsam mit Cem Özdemir eines der ersten türkischstämmigen Mitglieder des Deutschen Bundestages, wo sie als Fachfrau für Arbeit und Sozialordnung tätig war und die Aufgabe hatte, die europäische Sozialpolitik in die der Bundesrepublik umzusetzen.
Onur ist verheiratet und hat zwei Töchter.